# Orlando Brown (Schauspieler)
Orlando Brown (* 4. Dezember 1987 im Los Angeles County, Kalifornien) ist ein US-amerikanischer Schauspieler, Sänger und Synchronsprecher. Vor allem bekannt geworden ist er aus seinen Auftritten in Sitcoms wie Raven blickt durch und Alle unter einem Dach.

## Karriere
Seinen ersten Auftritt hatte der damals siebenjährige Brown 1995 in der Filmkomödie Auf Kriegsfuß mit Major Payne. In Deutschland wurde er mit der Sitcom Alle unter einem Dach erstmals bekannt, in der er die Figur des 3J in den letzten zwei Staffeln (1996–1998) verkörperte. Regelmäßig wurde er im Jugendalter für Disney-Filme und -Serien verpflichtet. Zwischen 2003 und 2007 spielte er in der Sitcom Raven blickt durch, die auf dem Disney Channel ausgestrahlt wurde, eine der Hauptrollen. Brown war auch als Sprecher für Zeichentrickfilme tätig und lieh unter anderem Cornellius Fillmore, der Hauptfigur der Serie  in der gleichnamigen Zeichentrickserie Fillmore, seine Stimme. Ebenfalls betätigt er sich als Musiker. Sein erstes Lied war der Titelsong für die Sitcom Raven blickt durch mit dem Titel That's So Raven, bei dem auch die beiden anderen Hauptdarsteller der Serie, Raven-Symoné Pearman und Anneliese van der Pol, mitsingen.
Im Erwachsenenalter war Brown bisher meist nur in kleineren Filmproduktionen zu sehen, in Straight Outta Compton (2015) hatte er nur eine kleine Rolle. Er betätigt sich weiterhin als Musiker und hat sich inzwischen dem Rapgenre zugewandt. Allerdings produzierte er in den 2010er-Jahren vor allem durch Suchtkrankheiten, psychische Probleme und Auseinandersetzungen mit der Polizei Schlagzeilen. 2018 sorgte er mit einem Auftritt bei dem Fernseh-Psychologen Dr. Phil für Aufregung, in dem er (nachweislich falsch) behauptete, der Sohn von Michael Jackson zu sein. Zuvor hatte er schon behauptet, Will Smith sei sein Vater.
Ende 2022 wurde der inzwischen obdachlose Brown wegen Gewaltandrohungen gegen Angehörige festgenommen, nachdem er von der Polizei mit einem Hammer und einer abgebrochenen Messerklinge im Haus seines Bruders angetroffen wurde.

## Filmografie (Auswahl)
- 1995: Auf Kriegsfuß mit Major Payne (Major Payne)
- 1996: Ein schrecklich nettes Haus (In the House; Fernsehserie, Folge To Die For)
- 1996–1998: Alle unter einem Dach (Family Matters; Fernsehserie, 21 Folgen)
- 1996–1998: Der Hotelboy (The Jamie Foxx Show; Fernsehserie, 4 Folgen)
- 1996–2000: Moesha (Fernsehserie, 3 Folgen)
- 1998–1999: Ein Zwilling kommt selten allein (Two of a Kind; Fernsehserie, 8 Folgen)
- 1999: Safe Harbor (Fernsehserie, 10 Folgen)
- 2001: Lizzie McGuire (Fernsehserie, Folge Random Acts of Miranda)
- 2001: Max Keebles großer Plan (Max Keeble’s Big Move)
- 2001–2005: Die Prouds (The Proud Family; Zeichentrickserie, 42 Folgen – Stimme)
- 2002–2004: Fillmore! (Zeichentrickserie, 26 Folgen – Stimme)
- 2003: Maniac Magee (Fernsehfilm)
- 2003: Eddies große Entscheidung (Eddie's Million Dollar Cook-Off, Fernsehfilm)
- 2003–2007: Raven blickt durch (That’s So Raven; Fernsehserie, 100 Folgen)
- 2005: Phil aus der Zukunft (Phil of the Future; Fernsehserie, Folge Team Diffy)
- 2012: We the Party
- 2012: Christmas in Compton
- 2015: Straight Outta Compton